# Ann-Marie Enlund
Ann-Marie Enlund, född 7 januari 1925 i Degerfors, död 1 maj 2010 i Sofia församling i Stockholm, var en svensk konstnär.
Hon var dotter till bergsingenjören Bror-David Enlund och Anna Hill.
Ann-Marie Enlund studerade vid Tekniska skolan respektive Konstfackskolan 1942–1947, Otte Skölds målarskola 1948 samt Konstakademin i Stockholm 1949–1955. Hon företog studieresor till Tunisien, Marocko, Spanien, Frankrike, Italien och Holland. Periodvis var hon bosatt i Almuñecar Spanien. Hon medverkade i flera samlingsutställningar, exempelvis 3eme Salon d’Hiver du Maroc i Marocko 1951, på Palais du Rhin i Strasbourg 1973, Värmlands museum i Karlstad 1952–1992 samt på utställningen Svenska Konstnärinnor i Wasahallen i Stockholm 2000 och separat ställde hon bland annat ut på Galerie Doktor Glas 1966 och Galerie Arte Lecrin Spanien 1990–1992. Hon tilldelades ett flertal kulturstipendier, såsom Inez Leanders ateljéstipemdium 1957–1960, Akademins stipendium 1968, Stockholms stads kulturstipendium 1975 med flera. Hon var medhjäpare till Siri Derkert 1960–1965 och var bland annat med om utformningen av en av Stockholms tunnelbanestationer.  
Bland hennes offentliga arbeten märks Carlsunds vårdhem i Upplands Väsby 1955 och Solna simhall 1957.
Hennes konst består av stilleben, figurmotiv och silkscreentryck.
Ann-Marie Enlund är representerad på Värmlands museum och på flera sjukhus, skolor och landsting i Sverige. Hon är begravd på Skogsö kyrkogård.